# Nepharis costata
Nepharis costata là một loài bọ cánh cứng trong họ Silvanidae. Loài này được King miêu tả khoa học năm 1869.